# Marcos António
Marcos António Elias Santos (n. 25 mai 1983, Alagoinhas⁠(d), Bahia, Brazilia) este un fost fotbalist brazilian care a activat la clubul Rapid București pe postul de fundaș central. Până în 2014 el a fost componentul lotului celor de la FC Nürnberg, jucând doar în meciuri amicale, având o prestație bună însă gafând decisiv în meciuri oficiale.